# Marian Ewurama Addy

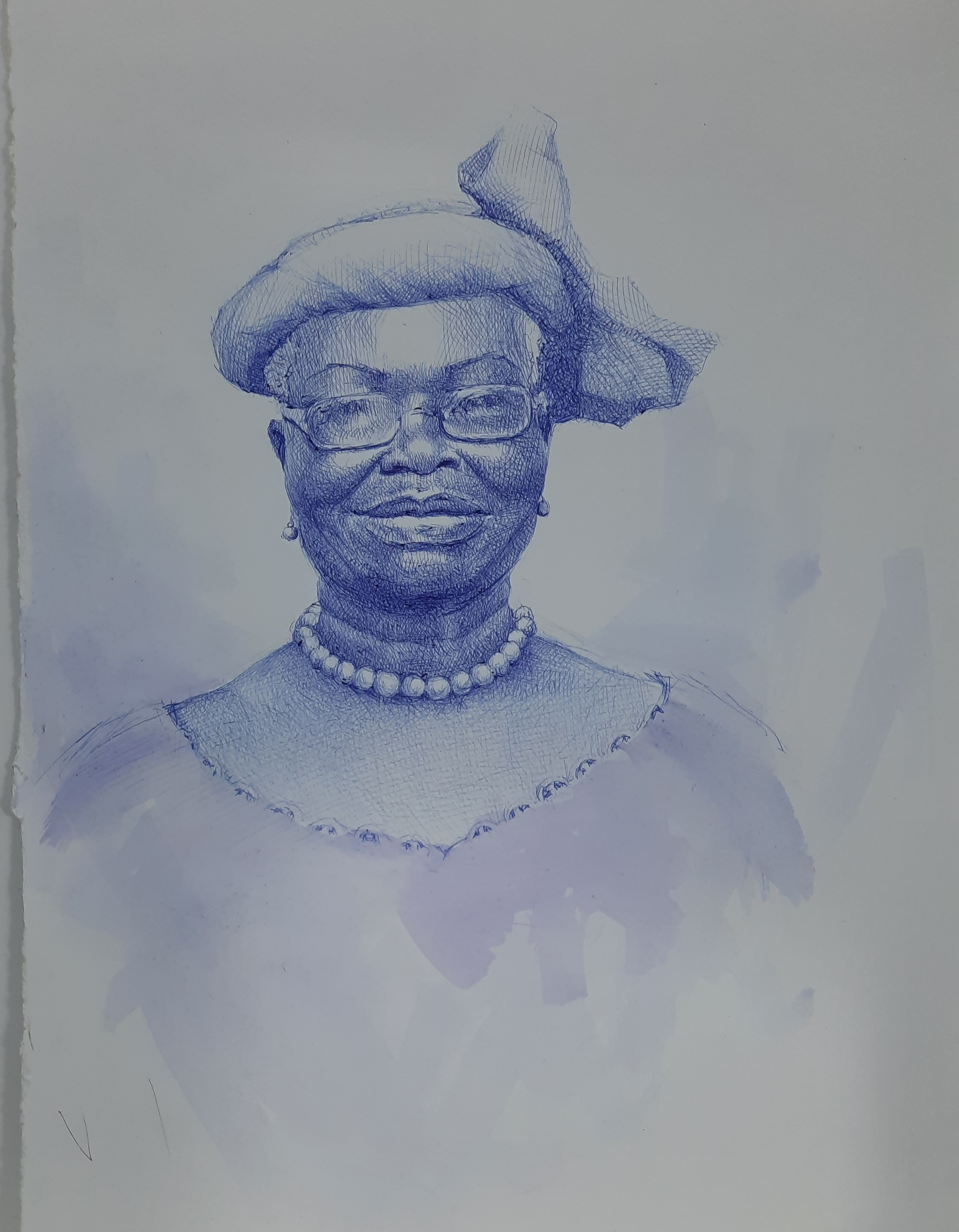
Skizze des Porträts von Marian Ewurama Addy von Enam Bosokah

 Marian Ewurama Addy  (* 7. Februar 1942 in Saltpond, Ghana; † 14. Januar 2014 in Accra, Ghana) war eine ghanaische Biochemikerin und Hochschullehrerin. Sie war die erste Professorin für Naturwissenschaften in Ghana.

## Leben und Werk
Addy war die Tochter von Samuel Joseph Cole und Angelina Kwofie. Sie besuchte die Holy Child Girls’ School in Cape Coast und von 1956 bis 1960 die St. Monica’s Secondary School in Mampong (Ashanti Region). Addy studierte Botanik und Chemie an der Universität von Ghana, Legon. Anschließend studierte sie an der Pennsylvania State University, wo sie in Biochemie einen Master-Abschluss erhielt und promovierte.
Sie war ab 1976 als Privatdozentin an der Universität von Ghana tätig und leitete dort von 1988 bis 1991 und von 1994 bis 1997 das Institut für Biochemie, Zell- und Molekularbiologie und ging 2002 als Professorin für Biochemie als erste Professorin für Naturwissenschaften an der Universität in den Ruhestand. In den siebziger Jahren war sie Programmdirektorin für das Science Education Program for Africa (SEPA), einem panafrikanischen Programm für naturwissenschaftliche Bildung mit Sitz in Accra. Im Januar 2008 wurde sie zur ersten Präsidentin des Anglican University College of Technology ernannt, einer neu gegründeten privaten Initiative für höhere technische Bildung in Ghana.
Addy war Vorsitzende des Policy Committee on Developing Countries (PCDC), eines Komitees des International Council for Science (ICSU), Vorsitzende des National Board for Professional and Technicians Examinations (NABPTEX) in Ghana, Mitglied des WHO Regional Expert Committee on Traditional Medicine, Beraterin der International Foundation for Science in Stockholm und Gründerin und erste Exekutivsekretärin des Western Africa Network of Natural Products Research Scientists (WANNPRES), welches im Februar 2002 gegründet wurde.
Sie war Mitglied des Kwami-Ausschusses, eines technischen Ausschusses für polytechnische Bildung, der vom National Council for Tertiary Education (NCTE) eingerichtet wurde, um Empfehlungen abzugeben, die den NCTE bei der Formulierung von Richtlinien und der Beratung der Regierung zur polytechnischen Bildung anleiten sollten. Sie war auch Mitglied eines 4-köpfigen UNDP-Beratungsteams in Ghana, das 1994 gegründet wurde, um ein nationales Aktionsprogramm für die Entwicklung von Wissenschaft und Technologie zu formulieren.
Von 1993 bis 2000 trug sie als Gastgeberin einer landesweiten wöchentlichen Wissenschafts- und Mathematik-Quizsendung im Fernsehen zur naturwissenschaftlichen Bildung bei, indem sie das Fachgebiet für Ghanaer jeden Alters interessant machte. Sie moderierte das Programm sieben Jahre lang und war für seine Popularität verantwortlich.

## Forschung

Cryptolepis sanguinolenta, das von der FDA (Food and Drugs Authority) in Ghana für den Beginn klinischer Studien zur möglichen Behandlung von COVID-19 zugelassen wurde

Sie widmete einen Großteil ihrer biochemischen Forschung der Bestätigung der Wirksamkeit von Heilpflanzen, wie beispielsweise Cryptolepis sanguinolenta und Desmodium adscendens. Ihre Forschungsergebnisse führten zur Authentifizierung vieler pflanzlicher Arzneimittel, die zur Behandlung von Asthma und Typ-2-Diabetes eingesetzt werden.
Die Abteilung für Biochemie, Zell- und Molekularbiologie der Universität von Ghana enthüllte 2015 eine Gedenktafel, um ein Wissenschaftslabor ihr zu Ehren Marian Ewurama Addy Laboratory for Medicinal Plants and Natural Products Research zu benennen.
Addy war mit dem Soziologen und Sportler Ebenezer Addy verheiratet, mit dem sie zwei Töchter bekam.

## Auszeichnungen und Ehrungen
- 1998: The Africa-America Institute’s Distinguished Alumna for Excellence
- 1995: Marketing Woman of the Year
- 1999: Fellow of the Ghana Academy of Arts & Sciences
- 1999: Kalinga-Preis, UNESCO Kalinga Prize for the popularization of science
- The Millennium Excellence Award for Educational Development

## Veröffentlichungen (Auswahl)
- Training the Next Generation of Scientists. (= The J. B. Danquah memorial lectures, series 36) Ghana Academy of Arts and Sciences, Accra 2004.
- Rewards: An Autobiography. Amanza Ltd, 2011, ISBN 978-9988-0-3782-6.